# La Haye-Aubrée

La Haye-Aubrée este o comună în departamentul Eure, Franța. În 1 ianuarie 2022 avea o populație de 419 de locuitori.